# Gary McKinnon
Pour les articles homonymes, voir McKinnon et Solo.
Gary McKinnon, né à Glasgow en 1966, également connu sous le nom Solo, est un pirate informatique britannique accusé par les États-Unis d'avoir réussi le « plus grand piratage informatique militaire de tous les temps ».
Cet administrateur systèmes au chômage est accusé d'avoir pénétré dans 97 ordinateurs appartenant à l'US Army et à la NASA, en 2001 et en 2002. Les réseaux informatiques américains qu'on l'accuse d'avoir pénétrés appartenaient à la NASA, à l'armée de terre, à la marine, au Ministère de la Défense, à l'armée de l'air, ainsi qu'au Pentagone.
Les États-Unis estiment que les crimes dont il est accusé ont causé des dommages évalués entre 700 000 et 800 000 dollars.
McKinnon proteste, affirmant qu'il cherchait seulement à établir l'existence de vaisseaux spatiaux d'origine extraterrestre et dit être absolument certain que les Américains ont réussi à récupérer une technologie antigravité extra-terrestre. Le Figaro décrit un homme qui « ne se lave plus, vit en peignoir dans son appartement, perd son emploi et sa petite amie qui le quitte ». Il passe ses journées et ses nuits à pirater les ordinateurs militaires américains, obsédé par la recherche d'informations sur les extra-terrestres, et tout cela depuis la maison de la tante de son ex-petite amie, située dans le nord de Londres.

## Expérience en informatique
Gary McKinnon est un autodidacte de l'informatique qui considère ce domaine comme un passe-temps. Son premier travail consistait à installer et configurer des postes de travail Microsoft Windows ; par la suite, il évolua vers d'autres fonctions. Pour le plaisir, il travaillait sur des programmes de jeux vidéo, et expérimentait son talent dans différents domaines de pointes telles que l'intelligence artificielle, les algorithmes génétiques, la logique floue, l'infographie, etc.

## Infiltration des systèmes
McKinnon affirme avoir été au départ à la recherche de tout ce qui était en rapport avec les OVNIs, initié au projet Révélation (The Disclosure Project), qui a pour but de révéler les progrès technologiques obtenus grâce à l'étude d'objets extraterrestres, il s'est concentré sur une quelconque technologie secrète permettant l'énergie libre : « Les retraités ne peuvent pas payer leurs factures de carburant, des pays sont envahis pour que des nations occidentales s’attribuent des contrats pétroliers, et pendant ce temps des membres du gouvernement secret dissimulent des technologies concernant l’énergie libre ».
McKinnon déclare avoir été surpris que personne d'autre n'ait été sur cette recherche car beaucoup de documents administratifs américains avaient des mots de passe blancs : il n'était même pas nécessaire de pirater pour y entrer (et donc il récuse l'accusation de piratage informatique faite par le gouvernement américain) : « Un rapport officiel américain a encore récemment publié (2006) un rapport dénonçant le très très bas niveau de sécurité fédérale,. Je voyais les adresses IP se connecter à la machine, on pouvait trouver de quel pays elles provenaient. Je ne sais pas si elles correspondaient à des gouvernements étrangers. Cela aurait pu être Al-Qaïda, ou quelqu'un d'autre dans mon genre ».
Selon McKinnon, la sécurité informatique des sites du gouvernement britannique et ceux de la CIA est excellente. Pour s'introduire dans les systèmes du Pentagone et de la NSA, il n'a pas violé leur sécurité à proprement parler mais a utilisé une technique nommée « exploitation des relations de confiance ». Il s'agit de partir d'un site militaire mal protégé : venant ainsi d'une adresse internet militaire, toutes les autres vous font confiance. Il est alors ensuite possible de progresser de plus en plus profondément.
Il affirme être passé inaperçu pendant qu'il fouillait les sites du gouvernement américain en jouant avec les fuseaux horaires : « La nuit il n’y a pas beaucoup de gens devant les machines ». Il prenait alors le contrôle graphique de la machine visée, c'est-à-dire que c'est comme s'il s'installait devant l'écran. Mais une nuit, un ingénieur-réseau a vu sa souris se balader sur le moniteur et lui a demandé, au moyen de WordPad, qui il était. McKinnon a paniqué avant de réfléchir et de lui répondre qu'il faisait partie de la sécurité militaire informatique et qu'il avait détecté une intrusion non autorisée sur cette machine. L'ingénieur-réseau a alors lancé une vérification anti-virus pour lui montrer que la machine n'était pas infectée.
Durant ses recherches illégales, il s'est toujours fait un point d'honneur de ne jamais lire les courriers personnels « car dès que l'on commence ceci, cela fait trop de données à analyser ».

## Découvertes prétendues
Concernant l'énergie libre, McKinnon affirme n'avoir absolument rien découvert : « Gardez à l'esprit que 99 % du temps, on ne trouve rien, absolument rien. J'ai écumé le système pendant des années. […] Je pense réellement que j'ai dû aller dans des endroits beaucoup plus sensibles que je ne le croyais à l'époque. J'ai probablement manqué beaucoup de choses ».

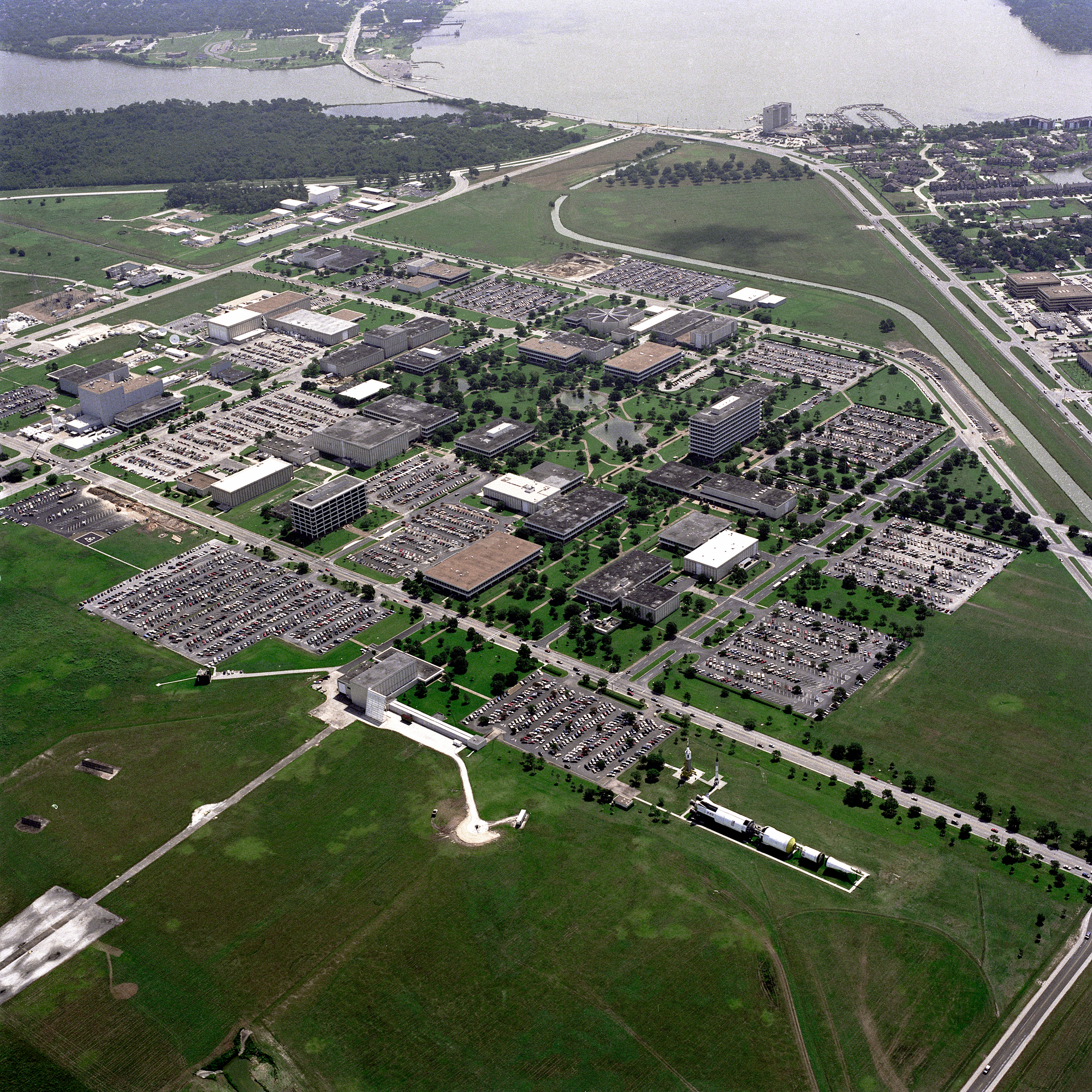
Vue aérienne du centre spatial Johnson.

Sur les ovnis, McKinnon a lu sur le site du projet Révélation qu'une expert photographique de la NASA, nommée Donna Hare, avait dit que dans le bâtiment 8 du centre spatial Johnson de Houston, des personnes passaient leur temps à retoucher les images satellites à haute résolution pour effacer les ovnis. Les images étaient ensuite vendues aux universités et autres. McKinnon a alors recherché dans les dossiers du bâtiment 8, également protégés par des mots de passe blancs, et est tombé sur des répertoires nommés « filtrées » et « non-filtrées », « à traiter » et « brutes », remplis d'images au format NASA ou dans un format de fichier qu'il n'avait encore jamais vu (ni jpeg, ni gif). Elles pesaient chacune 200 à 300 Mo. Avec sa connexion bas débit de 56K à l'époque, cela lui aurait coûté 5 min pour télécharger un seul mégaoctet. Il a alors réduit la résolution couleur de la machine dont il avait pris le contrôle et a ouvert la première image. Elle s'est affichée par saccades et montrait une vue au-dessus de l’hémisphère terrestre où se trouvait un grand objet en forme de cigare aux extrémités légèrement aplaties avec des dômes sphériques au-dessus, en dessous, sur les côtés et à ses extrémités : « Il n'y avait aucune soudure, aucun rivet, pas d'antennes télémétriques, rien du genre. Il est évident que ça ne ressemblait à aucun satellite que j'avais vus. Je suis accro à l'espace depuis l'âge de 14 ans donc j'en ai vu, des photos de satellites ».
Tout en observant l'image, apparue aux trois-quarts, il voit la souris bouger toute seule, clique sur l’icône du réseau local et ferme la liaison. C'est là le début de son arrestation car la sécurité a ensuite remonté l'adresse IP de l'intrus jusqu'au Royaume-Uni. Plus tard, McKinnon ne se souvient plus très bien combien de temps après avoir été repéré, il a passé toutes ses nuits sur l'ordinateur et perdu la notion du temps ; des policiers ont débarqué à son domicile en mars 2002 avec un mandat de perquisition pour l'arrêter. McKinnon était conscient que toutes les preuves de ses recherches étaient sur son disque dur et qu'ils les découvriraient tôt ou tard. Il a donc reconnu s'être introduit sur des sites classés secret défense mais a refusé de reconnaître de prétendus dommages causés à ces structures.
En s'introduisant dans le système de l'US Space Command, McKinnon prétend également avoir découvert une liste intitulée « agents non-terrestres » (Non Terrestrial Officers), avec des noms, des grades, en tout une vingtaine de personnes nommées. Il ne croit pas que ces agents non-terrestres soient des aliens mais pense que c'est une preuve que l'armée américaine dispose d'un bataillon secret dans l'espace. Une autre liste mentionnait des transferts de matériel de « vaisseau à vaisseau » ou de « flotte à flotte », ce qui implique de nombreux vaisseaux. McKinnon pense alors que les États-Unis sont en train (2002) de créer un corps militaire spécial évoluant dans l'espace en utilisant de la technologie extraterrestre acquise d'une façon ou d'une autre.

## Procédure judiciaire
McKinnon a d'abord été poursuivi et arrêté sur la base du Computer Misuse Act (Loi concernant les délits informatiques) par la National Hi-Tech Crime Unit britannique en 2002, mais a été relâché sans être inculpé et sans supplément d'information.
Il a été à nouveau arrêté en juin 2005 et cette fois-ci relâché sous caution et sous conditions, entre autres qu'il n'aurait plus le droit d'accéder à Internet. S'il est extradé aux États-Unis et reconnu coupable, McKinnon risque jusqu'à 70 ans de détention. Il a fait savoir qu'il se battrait contre les procédures d'extradition et qu'il préférait passer devant un tribunal britannique puisqu'il n'a que peu confiance dans le système judiciaire américain.
À la suite de la perte de son procès en appel en Grande-Bretagne contre son extradition le 30 juillet devant la Chambre des Lords, ses avocats avaient déposé une ultime requête auprès de la Cour européenne des droits de l'homme évoquant les traitements inhumains ou dégradants qu'il subirait en détention s'il venait à être condamné aux États-Unis. Mais McKinnon a été débouté le 28 août 2008. Il ne peut donc plus s'opposer à son extradition. Ses avocats ont cependant décidé de faire de nouveau appel en se basant sur le fait qu'un syndrome d'Asperger a été diagnostiqué chez leur client,. 
Un comité de soutien s'organise avec des personnalités comme Sting, Trudie Styler, Julie Christie, David Gilmour, Graham Nash, Peter Gabriel, The Proclaimers, Bob Geldof, Chrissie Hynde, David Cameron, Boris Johnson, Stephen Fry . 
L'appel a été également rejeté mais selon ses avocats, McKinnon pourrait plaider coupable d'avoir enfreint la loi nationale encadrant les usages informatiques et être ainsi jugé sur le territoire britannique, ce qui suspendrait son extradition. Le ministre de l'intérieur britannique a suspendu, le 27 octobre 2009, la procédure d'extradition et a annoncé qu'il examinerait avec beaucoup d'attention les nouveaux éléments versés au dossier médical de Gary McKinnon.
Le 16 octobre 2012, la ministre de l'intérieur britannique, Theresa May, déclare que McKinnon ne sera pas extradé pour raison de santé.